# Sinn des Lebens

Die Fragestellung thematisiert oft das Verhältnis zum gesamten Universum

Die Frage nach dem Sinn des Lebens hat die Einordnung der Existenz in einem größeren Kontext des Lebens bzw. Universums zum Thema. So geht es auf der individuellen Ebene um die Einordnung einzelner Handlungen oder Erfahrungen („welchen Sinn hat das für mich?“) im Kontext der individuellen Lebensweise, auf der sozial-ökologischen Ebene um die „Deutung des Verhältnisses, in dem der Mensch zu seiner Welt steht“, im Kontext der biologischen und sozio-kulturellen Evolution um die Einordnung/Sinngebung des Homo sapiens sowie im näheren Sinn um die Frage nach einer zweckgerichteten (teleologischen) Bedeutung des Lebens im Universum als solches.
In einem metaphysischen bzw. religiösen Kontext wird außerdem noch die Sinngebung des gesamten Universums („Warum ist überhaupt etwas und nicht nichts?“) bzw. das Verhältnis zu einem angenommenen Schöpfer als Sinnstifter thematisiert.
Kollektive Fragestellungen lauten z. B. : „Woher kommen wir? Wohin gehen wir? Warum sind wir hier auf Erden?“ oder „Wie sollen wir leben, um unseren Daseinszweck zu erfüllen?“ Hierbei wird diskutiert, ob dieser durch eine äußere Institution vorgegeben ist, etwa ein göttliches Gebot, ob ein bestimmtes Verhalten der Natur entspringt, dass z. B. der Mensch dem Zweck der Fortpflanzung oder Arterhaltung folgt, oder ob er gefordert ist, autonom ein selbstbestimmtes Leben zu führen und sich einen Lebensweg zu wählen, den er als sinnvoll erachtet. Sinnvoll erscheint ein Leben diesbezüglich dann, wenn es einer idealen Wertvorstellung entspricht.
Im Vordergrund steht jeweils immer das Bedürfnis und die Fähigkeit des Menschen, sein individuelles und kollektives Leben nicht nur zu erleben, sondern als ein (nach Möglichkeit wertvolles) Ganzes zu begreifen, in dem dann das je Einzelne seinen Platz und damit den gewünschten Sinn hat.

## Problematik der Fragestellung
Zumeist wird die Frage nach dem Sinn des Lebens so verstanden, dass nach einem bestimmten Zweck gefragt wird, dem das Leben dienen soll, oder nach einem bestimmten Ziel, das angestrebt werden soll. Genauso kann nach dem Wert, dem Nutzen oder der Bedeutung des Lebens gefragt werden. Viele Missverständnisse bei den Versuchen, einen Lebenssinn zu bestimmen, haben ihre Ursache darin, dass versäumt wird, die Begriffe Sinn, Zweck und Leben eindeutig und klar zu definieren. Hinzu kommt, dass man bezweifeln kann, ob eine vernünftige Antwort überhaupt möglich ist. Günther Anders hat dazu geschrieben: „Warum setzen Sie eigentlich voraus, dass ein Leben, außer da zu sein, auch noch etwas haben müsste oder auch nur könnte – eben das, was Sie Sinn nennen?“
Ein anderer Autor unterscheidet zuerst die Begriffswelt:

„‚Sinn und Zweck‘, das wird oft zusammen gebraucht. Ziel ist fern, Zweck ist nah. Sinn ist tief, Zweck ist flach. Ziel ist erreichbar, Sinn nicht. Sex im Alter ist zwecklos, aber nicht sinnlos. Sinn ist ein Füllstand in einem Gefäß – ein ‚erfülltes Leben‘, sagt man.“

Eine Verständigung über das mit „Lebenssinn“ Gemeinte setzt zunächst eine sprachliche Klärung und Eingrenzung voraus. „Sinn“ ist ein mehrdeutiger Begriff, er kann entweder als teleologischer Sinn oder als rein sprachlicher Begriff („Sinn“ als Bedeutung einer Aussage) aufgefasst werden. Auch der Begriff „Leben“ muss geklärt werden, denn es kann das „Leben“ als biologisches Phänomen – insbesondere eines Kollektivs höherer Lebewesen (vgl. hierzu Anthropisches Prinzip) – oder das „Leben“ eines einzelnen Individuums gemeint sein.

## Gründe für die Sinnfrage
Die Fragestellung nach dem Sinn des Lebens ist offenbar nur dem Menschen zu eigen. Schon in der antiken Philosophie hat man festgestellt, dass er offenbar das einzig bekannte sprachbegabte Vernunft- und Verstandeswesen (zoon logon echon) ist, das die Voraussetzungen für eine selbstbezügliche Sinnreflexion vorweisen kann.
Der Mensch als gesellschaftliches Wesen ist mit der Erziehung, Ausbildung, dem Berufsleben usw. stets in Beziehung zu anderen Menschen und wird von klein auf zur Nützlichkeit, zur Arbeit, zu sinnvollem Handeln, zu einem sinnvollen Leben angehalten, oftmals ohne dieses ausdrücklich als Sinn seines Lebens benannt zu bekommen.
Viele Menschen stellen sich die Frage nach dem Sinn des Lebens im Alltag in der Regel nicht, solange die eigene Lebensführung nicht zweifelhaft oder fragwürdig wird. Häufig kommt es zu einer existenziellen Sinnkrise, wenn Ereignisse nicht mehr in das vorhandene Sinnkonzept integriert werden können: z. B. durch Enttäuschungen, Unglücke oder die Anforderungen eines neuen Lebensabschnitts. Die Folge ist oftmals der Beginn oder die Wiederaufnahme der Reflexion über den Lebenssinn, zu denen dann auch Fragen wie die nach dem Glück oder gar dem Sinn des Leidens gehören. Wenn eine Person ein kritisches Ereignis bewältigt, das zu einem Sinnverlust geführt hatte, findet sie für es häufig auch einen Sinn (s. Sinnfindung).
Viele Menschen, die sich an Psychotherapeuten wenden, betrachten den Sinnverlust als Krankheit und äußern die Hoffnung, ihrem Leben einen neuen Sinn geben zu können. Die Empfindung völliger Sinnlosigkeit des eigenen Daseins, zusammen mit einem „Gefühl der Gefühllosigkeit“ und der inneren Leere, kann auch ein Symptom einer Depression sein.
Der österreichische Neurologe und Psychiater Viktor E. Frankl begründete in den späten 1920er Jahren die Logotherapie und Existenzanalyse. Er ging davon aus, dass die primäre Motivationskraft des Menschen ein existenzielles Streben nach Sinn im Leben sei.

## Metasinn
Eine grundsätzliche Schwierigkeit bei der Auseinandersetzung mit den Fragen nach Lebenssinn ist die prinzipielle Möglichkeit des menschlichen Verstandes, einen einmal angenommenen Standpunkt wiederum zu hinterfragen oder auch die Urteilsperspektive potenziell beliebig zu wechseln (vgl. Relativismus). Die Suche kann darum scheinbar endlos fortgesetzt werden (vgl. infiniter Regress), bzw. es entsteht der Eindruck, dass die Frage nicht – oder nicht endgültig  – zu beantworten wäre (Thomas Nagel). „Der Sinn des Lebens ist ein sinnvolles Wort; aber es läßt sich nichts Sinnvolles aussagen.“ Einige Sinnangebote erweisen sich aufgrund von Dogmatisierung oder Immunisierungsstrategien als mit Hilfe rationaler Argumente nur schwer oder gar nicht innerhalb ihres eigenen Systems kritisierbar. Ebenso lässt sich in manchen ideologischen Lehren kaum eine oder keine immanente theoretische Lücke entdecken. Die Beurteilung solcher Sinnangebote kann aber mittels externer Maßstäbe erfolgen.
Ein Problem, das in einer unendlichen Rekursion münden kann, ist die Frage, warum die meisten Sinnsuchenden nie nach dem Sinn der Lebenssinn-Frage selbst fragen: Warum stellen sich viele Menschen überhaupt die Frage nach dem Sinn ihres Daseins? Warum drängt es viele Menschen so sehr, sie zu beantworten? Was ist eigentlich der Gewinn oder der Verlust, wenn sie beantwortet oder nicht beantwortet wird? So könnte auch eingewendet werden, dass es sinnlos sei, so viel Zeit und Arbeit auf die Lösung dieses „Rätsels“ zu verwenden. Auf der anderen Seite scheint die Erklärung für das Sich-Stellen dieser Frage auf der Hand zu liegen: Fragt man nach dem Sinn, dann deswegen, weil er verlorengegangen ist – ohne diese „Verlorenheit“ (Uneigentlichkeit nach Heidegger) würde sich die Frage gar nicht erst stellen; es ist der Sinn einer jeden Frage, ihre Antwort zu finden.

## Reaktionen auf die Sinnfrage

### Negative Reaktionen
Das Stellen der Frage nach dem Sinn des Lebens muss nicht zwingend eine positiv bestimmte Antwort nach sich ziehen. Verschiedenen psychologischen Ansätzen nach wählen viele Menschen den Weg der Verdrängung. Sie weichen einer Auseinandersetzung mit der Sinnfrage und letztlich auch mit sich selbst aus. So „funktionieren“ sie zwar im Alltag unauffällig weiter, doch haben sie, im Wortlaut der Existenzphilosophie, eine Existenzform der Uneigentlichkeit (Martin Heidegger), d. h. eine nicht authentische Lebensweise gewählt.
Eine andere Reaktion ist der Zynismus. Davon spricht man, wenn Menschen zwar eine große Sinnleere in ihrem Leben empfinden, das Leiden daran jedoch unterdrücken. Ihr Leben wird dann nur noch von Sachzwängen und dem Selbsterhaltungstrieb vorangetrieben (Peter Sloterdijk).
Wenn kein Sinn (mehr) im Leben gefunden bzw. gesehen werden kann, ist die Verzweiflung, so bei Kierkegaard, eine mögliche Reaktion. In einer solchen Verfassung droht das Leben zu scheitern. Ihre Ausprägungen können Depressionen und Suizid sein, d. h. eine chronische oder akute Lebensunfähigkeit, -verneinung oder -verweigerung.
Weiterhin gibt es (vor allem im Existentialismus) die Auffassung, das Leben habe keinen Sinn an sich (was a priori weder als gut noch als schlecht bewertet werden könne), so z. B. bei Albert Camus, für den das Leben grundsätzlich absurd ist. Wie Camus in Der Mythos des Sisyphos ausführt, widerspreche diese Vorstellung allerdings nicht notwendigerweise der Bejahung des Lebens und dem Glück des Menschen, das gerade in den nie endenden Anstrengungen gegen eine absurde Welt gefunden werden könne.
Theodor W. Adorno charakterisierte in seinem Werk Negative Dialektik die Frage nach dem Sinn des Lebens als eine der letzten, in denen die Kategorien der Metaphysik in der Welt nach dem Holocaust weiterlebten. Ihr Anspruch auf Objektivität widerspreche aber nahezu jeder Antwort, die erst subjektiv zu erschaffen und zu affirmieren wäre. Die Frage selbst sei Symptom einer objektiv sinnlosen Welt, in der Sinn für das subjektiv-individuelle Leben fehle. „Was ohne Schmach Anspruch hätte auf den Namen Sinn, ist beim Offenen, nicht in sich Verschlossenen; die These, das Leben habe keinen, wäre als positive genauso töricht, wie ihr Gegenteil falsch ist; wahr ist jene nur als Schlag auf die beteuernde Phrase.“ Nicht durch einen Sinneswandel hin zur Erfüllung, sondern nur durch die objektive Abschaffung des die Versagung erzeugenden Prinzips könne das menschliche Dasein von seiner Leere kuriert werden.

### Positive Reaktionen
Die Auseinandersetzung mit dem eigenen Lebenssinn kann aber auch zu positiven Antworten führen:
Nach Viktor Frankl kann der Mensch seinem Leben prinzipiell in jeder Situation Sinn abgewinnen oder geben, solange er bei Bewusstsein ist. Der ehemalige KZ-Häftling zog aus dem Holocaust andere Schlussfolgerungen als Adorno und paraphrasierte Nietzsche: „Wer ein Warum zu leben hat, erträgt fast jedes Wie.“ Dies gilt selbst für Extremsituationen. „Was ist der Mensch? Er ist das Wesen, das immer entscheidet, was er ist. Er ist das Wesen, das die Gaskammern erfunden hat; aber zugleich ist er das Wesen, das in die Gaskammern gegangen ist, aufrecht und ein Gebet auf den Lippen.“
Viktor Frankl sah selbst im Leiden und im Scheitern noch einen Sinn: „Ich sehe zunehmend ein, dass das Leben so unendlich sinnvoll ist, dass auch im Leiden und sogar im Scheitern noch ein Sinn liegen muss. Und der einzige Trost, der mir bleibt, ist darin gelegen, dass ich mit gutem Gewissen sagen kann, ich habe die Möglichkeiten, die sich mir boten, verwirklicht.“ Eine zentrale Aussage Frankls zur Frage nach dem Sinn lautet: „Nicht wir dürfen nach dem Sinn des Lebens fragen - das Leben ist es, das Fragen stellt, Fragen an uns richtet - wir sind die Befragten!“

„Sinn geben würde auf Moralisieren hinauslaufen. Und die Moral im alten Sinn wird bald ausgespielt haben. Über kurz oder lang werden wir nämlich nicht mehr moralisieren, sondern die Moral ontologisieren – gut und böse werden nicht definiert werden im Sinne von etwas, das wir tun sollen beziehungsweise nicht tun dürfen, sondern gut wird uns dünken, was die Erfüllung des einem Seienden aufgetragenen und abverlangten Sinnes fördert, und für böse werden wir halten, was solche Sinnerfüllung hemmt. Sinn kann nicht gegeben, sondern muss gefunden werden.“

Ähnlich wie Frankl sah Karl Jaspers in der Freiheit und dem Bewusstsein der Verantwortung den entscheidenden Impuls, „der hier wie überall in der Aktivität des Daseins die Grenzsituationen überwindet, der ein positives Bewußtsein von den Grenzsituationen schafft, der das Erleben von Sinn, von Halt, von Notwendigkeit gibt, der daraus Kräfte für konkrete Lebensaktionen schöpft, sie aber nie verbindlich und zureichend in gegenständlicher Form für andere aussprechen kann.“ Eine wirklich freie Entscheidung können die meisten aber nur dann treffen, wenn ihre Grundbedürfnisse erfüllt sind (Abraham Maslow). Hunger, Durst, Schmerz, Angst, Unfreiheit usw. können daher sehr schnell zu einem Verlust an wahrgenommenem Lebenssinn führen. Die Befriedigung der menschlichen Bedürfnisse darf jedoch nicht mit der von diesen grundsätzlich unabhängigen Sinnsetzung bzw. -findung verwechselt werden.
Steht die eigene Person im Zentrum der Suche nach dem Lebenssinn, so können Wünsche nach Befriedigung körperlicher, materieller, sozialer und geistiger Bedürfnisse dominieren. Der Sinn kann z. B. im Streben nach Macht, Besitz, Ansehen, sowie Fortpflanzung, erfüllter Partnerschaft oder Selbstverwirklichung gesehen werden. Eine andere Ausprägung liegt vielleicht in der Suche nach Erkenntnis oder persönlicher Entwicklung.
Eine weitere Ausrichtung des Lebenssinns entsteht durch die Bedeutungsgebung im Hinblick auf andere Menschen bis hin zur Menschheit oder allgemein der Umwelt. Konkret kann es sich dabei etwa um Hilfe im weitesten Sinne handeln: die Weitergabe von Wissen und Fähigkeiten, alltäglich gelebte Mitmenschlichkeit oder auch um soziales oder politisches Engagement. Oftmals orientiert sich das Handeln an einem Ideal (z. B. Liebe, Harmonie oder Gerechtigkeit). Hermann Hesse formulierte hierzu: „Sinn erhält das Leben einzig durch die Liebe: das heißt: je mehr wir zu lieben und uns hinzugeben fähig sind, desto sinnvoller wird unser Leben.“ Ähnlich ausgerichtet ist die Formulierung von Dag Hammarskjöld: „Wage das Ja – und Du erlebst Sinn. Wiederhole das Ja – und alles bekommt Sinn. Wenn alles Sinn hat, wie kannst Du anderes leben als ein Ja.“
Wird die Antwort auf die Frage nach dem Sinn des Lebens nicht in menschlichen Belangen gesucht, so kann sie auch in philosophischen oder spirituellen Angelegenheiten gefunden werden. Fragen nach dem Sinn oder Ursprung allen Seins (Ontologie) spielen hier häufig eine Rolle, möglicherweise stehen die Suche nach Erleuchtung oder das Streben nach der Vereinigung mit dem Absoluten bzw. Gott im Mittelpunkt. Zu diesem Zweck könnte etwa Philosophie studiert, einer bestimmten Religionsgemeinschaft beigetreten, ein spezieller spiritueller Weg beschritten oder einem geistigen Vorbild nachgefolgt werden.

### Antworten der Philosophie
Die Auffassungen über den Sinn des Lebens, die in der Geschichte der Philosophie dargelegt und begründet wurden, können als repräsentativ für die nicht-religiösen Ansichten gelten. Einige der Antworten, die im Laufe der Zeit auf die Frage nach dem Lebenssinn gegeben wurden, sollen hier im Folgenden vorgestellt werden.

#### Antike und Mittelalter
Schon die frühen Hochkulturen haben die Sinnfrage des Lebens in Mythen und Dichtung behandelt, beispielsweise im babylonischen Gilgamesch-Epos aus dem 3. Jahrtausend vor Christus. Der sagenhafte sumerische König Gilgamesch gelangt auf der Suche nach dem Sinn des Lebens in die Unterwelt, um dazu seinen Vorfahr Utnapischtim (der dem biblischen Noah der Sintflut entspricht) zu befragen.
In der Philosophie der Antike bestand der Sinn des Lebens in der Hauptsache in der Erlangung der Glückseligkeit (eudaimonía). Diese wurde gemeinhin als das höchste, erstrebenswerteste Gut angesehen. Unterschiede in den philosophischen Schulen ergaben sich vor allem aus der Definition dessen, was unter Glück zu verstehen sei, und der Art und Weise, wie man glaubte, dass dieses erreicht werden könnte.
Nach Platon (Politeia) besteht die unsterbliche menschliche Seele aus drei Teilen: der Vernunft, dem Mut und den Trieben. Nur wenn diese drei Seelenteile im Gleichgewicht sind und sich nicht gegenseitig widersprechen, kann der Mensch glücklich sein. Dann erreicht er die Gerechtigkeit als höchste der Kardinaltugenden. Der höchste Sinn liegt in der philosophischen Reflexion: „Ein Leben ohne Selbstprüfung verdient nicht gelebt zu werden.“
Sein Schüler Aristoteles betrachtete die Glückseligkeit nicht als statischen Zustand, sondern als ein stetiges Tätigsein der Seele. Vollkommenes Glück kann der Mensch nur im kontemplativen Leben (bios theoretikos), d. h. im Philosophieren bzw. im wissenschaftlichen Forschen finden. Zugleich betonte er, dass das Glück auch von äußeren Faktoren abhängig sei.
Die Stoa identifizierte das Erreichen der Tugend mit der Glückseligkeit. Nur der Weise, der im Einklang mit der Ordnung des Kosmos lebe, frei von Affekten, Wünschen und Leidenschaften und gleichgültig gegenüber dem eigenen äußeren Schicksal, könne den Endzustand der Apathie erreichen. Diese Unempfindlichkeit gegen die Wechselfälle des Lebens, die stoische Ruhe, bedeute das einzige Glück.
Für Epikur wiederum lag der Sinn des Lebens in der (vornehmlich nicht-sinnlichen) Lust, die im Ideal der Seelenruhe (Ataraxie) besteht. Die maßvolle Befriedigung der Grundbedürfnisse bildete für ihn die Basis der besonders erstrebenswerten geistig-seelischen inneren Freuden. Voraussetzungen für die Glückseligkeit waren die Überwindung von Angst und Schmerz. Seine Empfehlung war auch ein Rückzug aus der Öffentlichkeit in einen kleinen Kreis von Freunden.
Teilweise wurde die Sinnfrage auch in Bezug auf die Verehrung von Gottheiten beantwortet, unter anderem des Schöpfergottes im Frühchristentum.
Das Mittelalter schließlich war die Zeit, in der in Europa das Christentum dominierte, das in dieser Zeit das Monopol auf die Sinnangebote besaß. Die Kirche lehrte, dass nur das Befolgen der sakralen Gebote dem Leben einen Sinn geben könne. Im späten Mittelalter verlagerte sich der Schwerpunkt von der eher kollektiven auf eine individuellere Form des Lebenssinns, der in der persönlichen Nachfolge Christi und der mystischen Vereinigung mit Gott schon zu Lebzeiten gesucht wurde. Stark verkürzt kann man aus Sicht des Mittelalters als den Sinn des Lebens das ewige Leben, also die ewige und maximal mögliche Gemeinschaft mit Gott, angeben. „Die christlich-abendländische Metaphysik war eines der großen Gehäuse, in dem Menschen auf Erden ihre Platzanweisung und damit ihre Einfügung in einen größeren Sinnzusammenhang erhalten haben.“

#### Neuzeit
Auch zu Beginn der Neuzeit orientierten sich die meisten Menschen noch an der christlichen Lehre. Erst die Aufklärung begann die auf Frömmigkeit und Traditionen vertrauende, autoritätsgläubige Geisteshaltung kritisch zu hinterfragen. Der Mensch sollte sich wieder seines eigenen Verstandes bedienen (sapere aude!) und die Verantwortung für sein eigenes Leben selbst übernehmen, statt sich auf weltliche oder kirchliche Institutionen zu verlassen.
Immanuel Kant kritisierte die herkömmlichen Vorstellungen von Glück, da diese bedeuteten, dass jeder den unvorhersehbaren Schwankungen seiner eigenen wechselhaften Triebe, Bedürfnisse, Gewohnheiten und Vorlieben ausgeliefert sei. Auch der Freiheit, der Unsterblichkeit und Gott könne man sich im Wege der Vernunft nicht nähern. Man könne sie allein postulieren. Kant forderte stattdessen, dass sich der Mensch freiwillig den Gesetzen der Moral (kategorischer Imperativ) unterwirft. Dadurch könne ein selbstbestimmtes (autonomes), vernünftiges Leben geführt werden, in dem sich immerhin Zufriedenheit erreichen lasse. „Um der Sinnhaftigkeit der Sittlichkeit willen und um der Sinnhaftigkeit der Welt willen müssen wir Gott und Unsterblichkeit postulieren: Die ethische Bestimmung des Menschen fordert seine Weiterdauer.“
Auch der Determinismus hatte Auswirkungen auf die Debatte um den Sinn des Lebens. Deterministen behaupten, dass ein Zustand der Welt zusammen mit den Naturgesetzen jeden weiteren Zustand der Welt festlegt. Nicht wenige Philosophen waren und sind der Auffassung, dass dies einen freien Willen unmöglich mache. Wenn der Weltverlauf schon feststehe, so könne man sich nicht mehr frei für eine Handlung entscheiden. Doch damit, so wurde weiter argumentiert, drohe auch der Sinn des Lebens zu einer Farce zu werden. Schließlich könne man sich einen Sinn dann nicht mehr aus freier Entscheidung geben und für seine Erfüllung sorgen.
In Arthur Schopenhauers philosophischer Konzeption ist das Leben durch das Prinzip des Willens geprägt. Dieser Wille sei kein individueller Wille, sondern ein metaphysisches Grundprinzip, das sich als Resultat des unbewussten und ziellosen Dranges des Willens in allen bekannten Erscheinungen manifestiere. Dies ist für ihn gleichbedeutend mit Leiden, da das Wollen des Menschen niemals dauerhaft zufriedenzustellen sei. Nur der ästhetische Genuss, die Versenkung in Kunst und Musik könne den Menschen in einen Zustand der reinen Anschauung versetzen, in dem das Leiden aufgehoben ist.
Stark befördert wurde die Sinnfrage durch die sich im 19. Jahrhundert ausbreitende Religionskritik. So fragte Ludwig Feuerbach: „Verliert nicht das Leben gerade durch das Jenseits, in dem es erst einen Sinn finden soll, allen Sinn, allen Zweck?“ Aus der gleichen Perspektive problematisierte Søren Kierkegaard in Entweder – Oder die Bedeutung des Lebens für die Existenz des Menschen.

#### Moderne

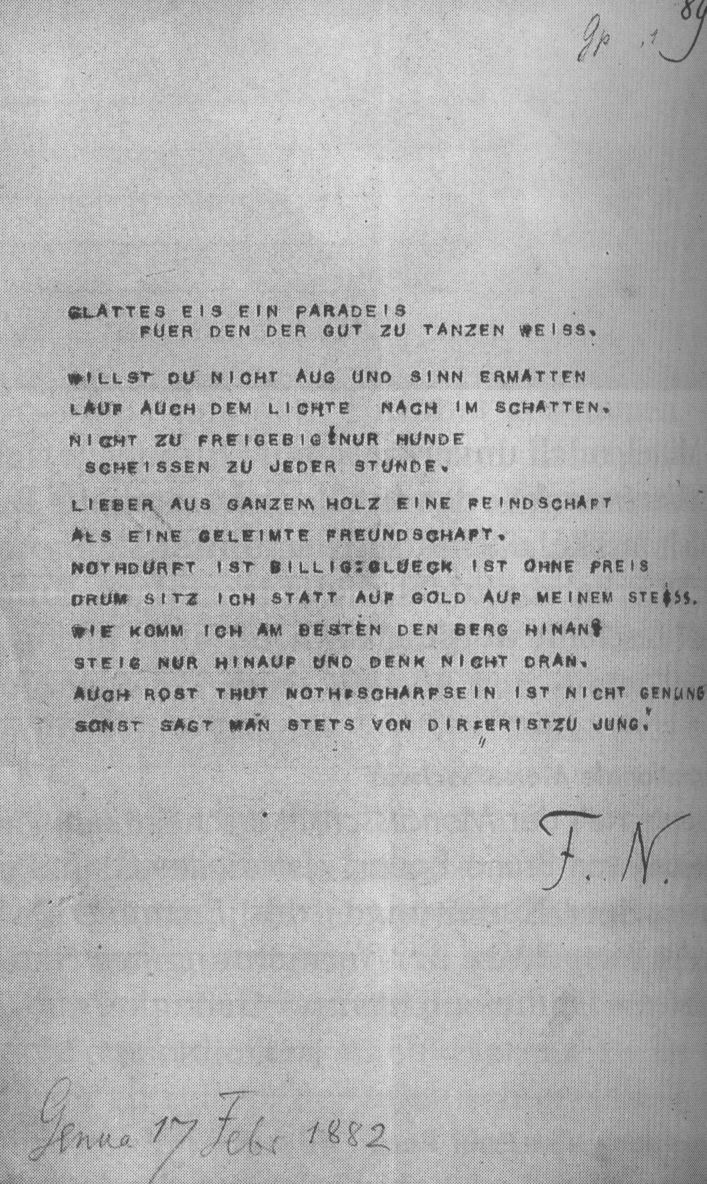
Brief von Friedrich Nietzsche an Peter Gast

Einen völlig anderen Ansatz vertrat Friedrich Nietzsche. Nach seiner Analyse lebte er in einer Zeit, die er als zerrissen betrachtete, geprägt vom inneren Verfall. Gott war für den Menschen kein Leitbild mehr (Gott ist tot). „Das verehrende Herz zerbrechen, als man am festesten gebunden ist. Der freie Geist. Unabhängigkeit, Zeit der Wüste. Kritik alles Verehrten.“ Diese Haltung ist der Nihilismus, die Zeit der absoluten Wert- und Sinnlosigkeit. „Denken wir diesen Gedanken in seiner furchtbarsten Form: das Dasein, so wie es ist, ohne Sinn und Ziel, aber unvermeidlich wiederkehrend, ohne ein Finale ins Nichts: ‚die ewige Wiederkehr‘. Das ist die extremste Form des Nihilismus: das Nichts (das ‚Sinnlose‘) ewig!“ Um diesem zu entkommen, sah Nietzsche die Aufgabe des Menschen darin, einen höher entwickelten Menschentypus hervorzubringen: den Übermenschen. Dieser soll hart und ohne jedes Mitleid gegen sich selbst und andere sein. Sein Lebenszweck besteht darin, aus seinem Leben und aus der Menschheit ein Kunstwerk zu formen. Er forderte: „wozu Du da bist, das frage dich: und wenn Du es nicht erfahren kannst, nun so stecke Dir selber Ziele, hohe und edle Ziele und gehe an ihnen zu Grunde“ Ähnlich wie Max Stirner betrachtete er den Egoismus als ein Korrektiv zum Ethizismus von Kirche und Staat, die den Sinn des Lebens in einer höheren Ordnung verorten, dem sich der Einzelne unterzuordnen hat.
In der Lebensphilosophie Wilhelm Diltheys, der die Geschichtlichkeit des Menschen betonte, kommt vor allem der Philosophie die Aufgabe zu, den Stand der geistigen Entwicklung zu reflektieren und damit dem Denken der jeweiligen Epoche einen Sinn zu geben. „Philosophie ist das Umfassendste, die allseitigste jener Funktionen, durch die der menschliche Geist zum Bewußtsein seiner Zwecke gelangt: Sinn des Lebens und Universums. Der immer rege Zusammenhang des menschlichen Geistes mit sich selbst. Das Letzte, das Höchste der menschlichen Kultur überhaupt.“ Lutz Geldsetzer merkt hierzu an: „So sieht Dilthey implizit in der Philosophie jedenfalls die ausschlaggebende Macht in der Geschichte, durch die und mittels derer der Mensch in der Kultur über sein erkennendes Verhältnis zur Welt, seine ‚Wertbestimmungen des Gefühls‘ und die Willenshandlungen in der ‚Führung des Lebens und der Leitung der Gesellschaft‘ Klarheit gewinnt und sich Rechenschaft abgibt.“
Der Existenzialismus beschäftigte sich besonders intensiv mit der Problematik des Lebenssinns. Im Mittelpunkt steht die Erkenntnis, dass es jedem Menschen aufgegeben ist, frei zu wählen und zu entscheiden, was er mit seinem Leben tun will. Jean-Paul Sartre formulierte hierzu: „Frei sein heißt zum Freisein verurteilt sein.“ Der Mensch ist in die Welt „hineingeworfen“ worden und müsse sich nun selbst definieren. Das bedeutet: Der Mensch sei nichts anderes als das, wozu er sich selbst macht. Er konzipiert ständig neue Entwürfe von sich, die er dann (nach)lebt. Diese totale Freiheit bedeute aber auch die Bürde einer vollständigen Verantwortung für sich und sein Handeln, denn das eigene Leben könne durch keine andere, höhere Instanz mehr entschuldigt werden.
Der modernen analytischen Sprachphilosophie, wie sie sich auf Wittgenstein beziehen lässt, schien unklar, welchen Status Aussagen über das, was man tun oder nicht tun soll, haben können. „Die Lösung des Problems des Lebens merkt man am Verschwinden dieses Problems. (Ist nicht dies der Grund, warum Menschen, denen der Sinn des Lebens nach langen Zweifeln klar wurde, warum diese dann nicht sagen können, worin der Sinn bestand?)“ (TLP 6.521) Er räumte aber ein, dass der Mensch im religiösen Glauben einen Sinn finden kann: „An einen Gott glauben, heißt sehen, daß es mit den Tatsachen der Welt noch nicht abgetan ist. An Gott glauben, heißt sehen, daß das Leben einen Sinn hat.“ Vor allem Bertrand Russell betonte, dass man dem objektiven Naturprozess keinen Sinn entnehmen könne. Damit geriet die Sinnfrage in einen Raum individueller Entscheidung außerhalb eines strenger zu fassenden philosophischen Projekts. Sie trennt aus dieser Perspektive daher den Bereich des Lebens von den Bereichen, in denen die Philosophie aus ihrer Sicht Antwort zu geben vermag.
Die Logotherapie von Viktor Frankl ist eine Methode der Psychotherapie, um Menschen von krankmachender Sinnleere zu befreien. Denn wenn der Mensch seinen Willen zum Sinn in der Lebenspraxis nicht zur Geltung bringen kann, entstehen bedrückende Sinn- und Wertlosigkeitsgefühle.

#### Gegenwart

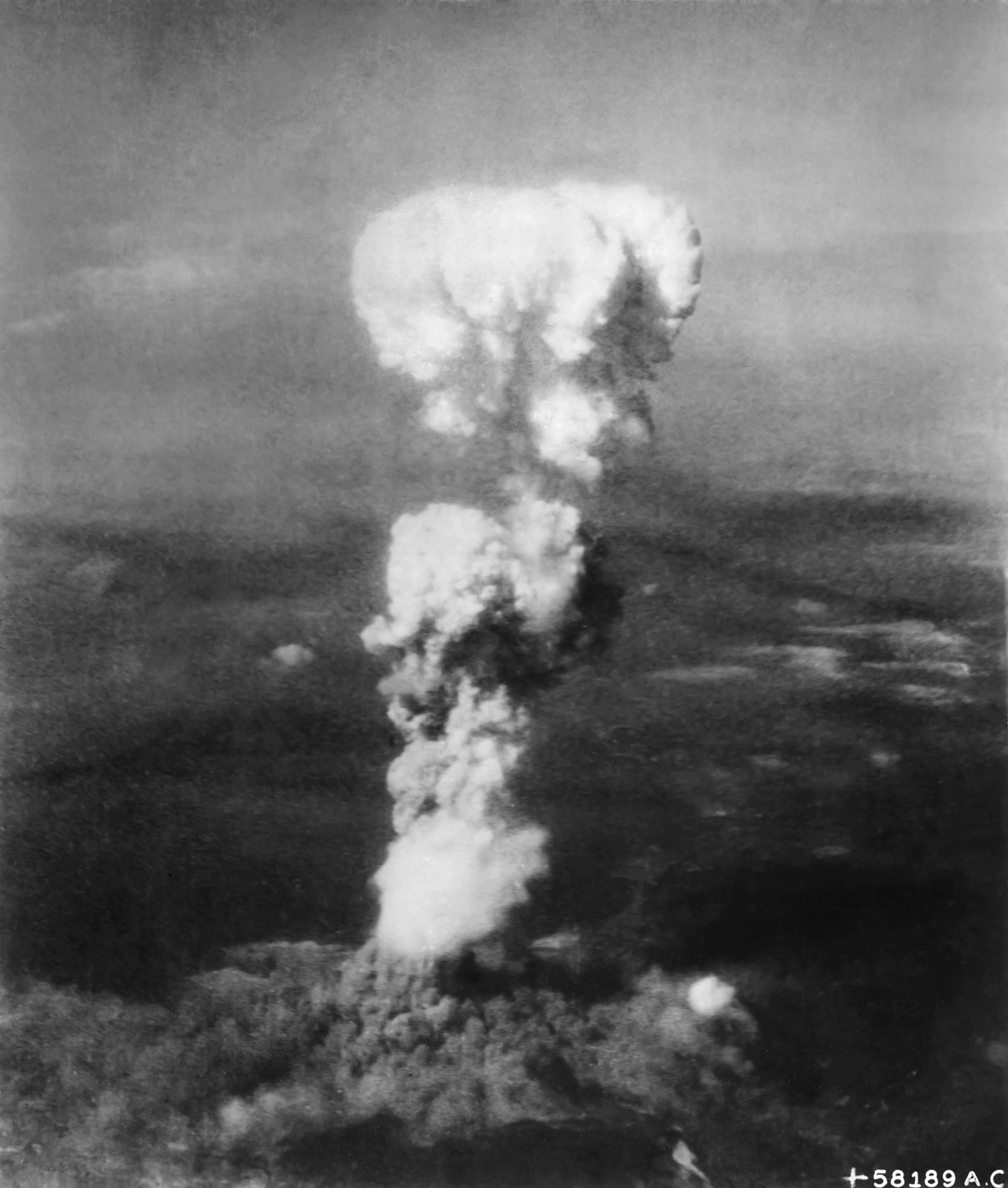
Atombombenabwurf auf Hiroshima am 6. August 1945

Die drohende Auslöschung der Menschheit durch einen globalen Krieg, das mögliche Ende des Fortschritts, die zunehmend sichtbar werdende Zerstörung der Umwelt, die warnende Vorhersage vom Ende des Wachstums und der Wegfall der Wertesysteme (wie im Holocaust) in der westlichen Hemisphäre haben im Verlauf der zweiten Hälfte des 20. Jahrhunderts zu einem gesellschaftlichen Phänomen geführt, das häufig als allgemeine Sinnkrise bezeichnet wurde. In ihrem Gefolge gewannen auch skeptische Positionen stark an Bedeutung. So vertrat etwa Emil Cioran eine existentielle Skepsis, die von einem „Dasein ohne Endergebnis“ ausgeht. Die Argumente des Zweifels an jedem Lebenssinn drohen hier allerdings stets zur völligen Verzweiflung zu führen.
Obwohl die Naturwissenschaften sich – dem positivistischen Verständnis gemäß – nicht mit metaphysischen Sinnfragen beschäftigen, oder metaphysische Sinnfragen gar für sinnlos erklären, werden aus ihren Ergebnissen Folgerungen für die Beantwortung eschatologischer Fragen abgeleitet. So sieht beispielsweise Hoimar von Ditfurth den Sinn des Lebens untrennbar mit dem Sinn der kosmischen Evolution verknüpft.
Der moderne Hedonismus betont in der Nachfolge der Utilitaristen und klassischen Hedonisten das Erleben und Erstreben von sinnlicher Lust. Der Lebenssinn liege in der Befriedigung von Bedürfnissen. Intensive, reizvolle und angenehme Lustempfindungen werden aktiv gesucht und nach Möglichkeit gesteigert. Die Verrechnung von Lust und Unlust soll dabei für das Individuum möglichst zu jedem Zeitpunkt ein positives Gesamtergebnis aufweisen.
Wieder an Aristoteles anknüpfend stellt Martha Nussbaum die Frage nach einem guten Leben in den Mittelpunkt ihres Denkens. Sie warnt vor der Zerbrechlichkeit des guten Lebens und hat in Zusammenarbeit mit Amartya Sen ein Konzept entworfen, in dem sie konkret zu bestimmen versucht, welches die Befähigungen sind, die ein Mensch benötigt, um ein gutes Leben führen zu können. Ähnlich bezieht sich auch Alasdair McIntyre auf die Tugendlehre des Aristoteles.
In Anlehnung an Aristoteles und mehr noch an den Philosophen Thomas von Aquin argumentieren Vertreter des Neuthomismus bzw. der Neuscholastik wie Henry Deku. Demnach besteht der Sinn des Lebens im Glücklichwerden durch die Erkenntnis des Wahren und das Tun des Guten, und zwar letztlich zur Ehre Gottes.

### Antworten der Religionen
Die verschiedenen Religionen geben unterschiedliche Antworten auf die Frage nach dem Sinn des Lebens, die hier – geordnet nach Verbreitung – nur kurz skizziert werden sollen. Die Abschnitte beschreiben jeweils die Sicht der entsprechenden Religion.

#### Christentum

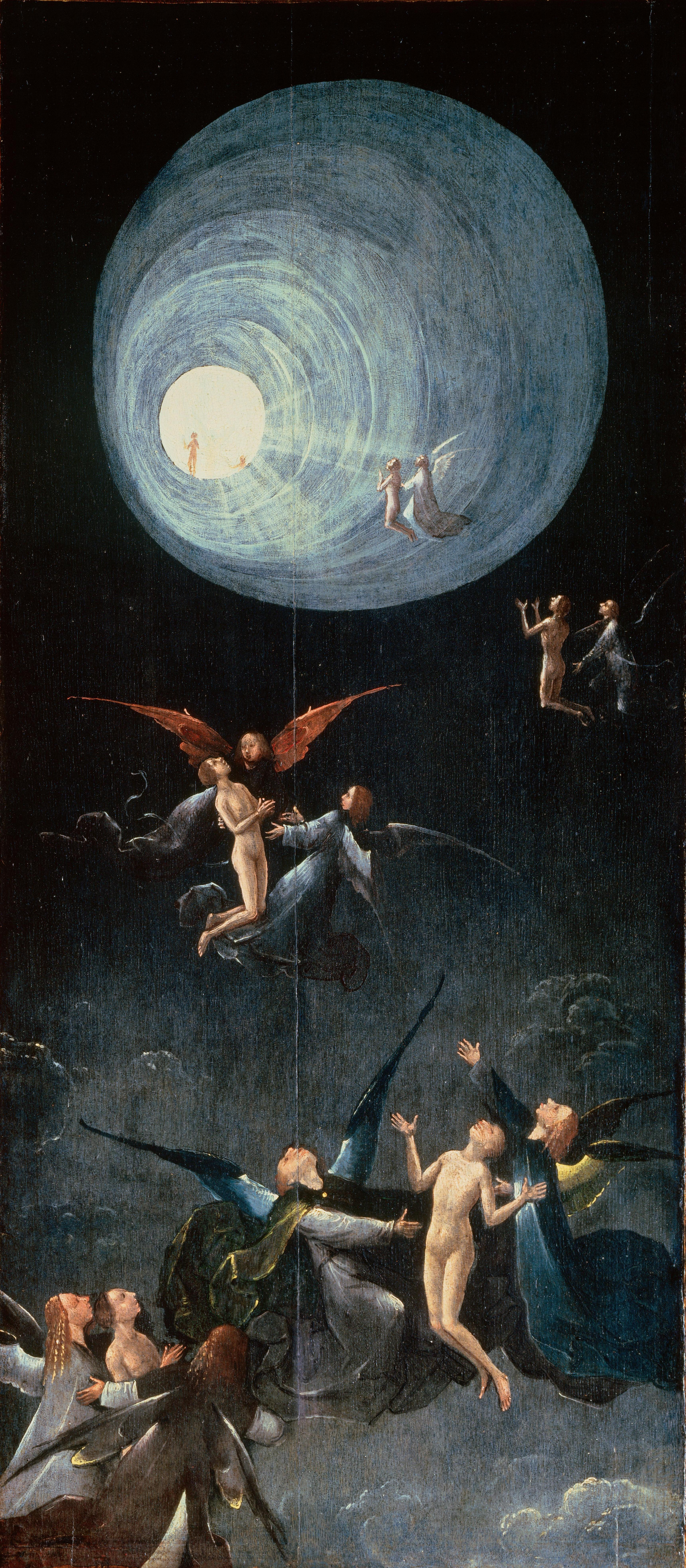
Engel begleiten die Seelen ins Jenseits (Gemälde von Hieronymus Bosch, Anf. 16. Jh.)

Das Christentum ist durch die Apostel begründet worden, die in der Nachfolge Jesu von Nazaret das Evangelium verkündeten. Der Überlieferung nach war er der Sohn der Jungfrau Maria, der Frau eines jüdischen Handwerkers mit Namen Joseph. Als Gottes Sohn und Messias verkündigte er das kommende Reich Gottes und erlöste die Menschen von Sünde und Tod durch seinen freiwilligen Tod am Kreuz und seine Auferstehung. Durch dieses stellvertretende Opfer können die Menschen Vergebung für ihre Sünden erlangen, sofern sie die so begründete Gemeinschaft mit Gott für sich persönlich im Glauben annehmen.
Der Sinn des Lebens im Christentum ist es, diese Gemeinschaft mit Gott und untereinander im Leben wie im bzw. nach dem Tod zu pflegen. Voraussetzung ist hierzu das Leben in Liebe, das die innere und äußerliche Umkehr (Buße) und den Glauben an die Erlösung durch Jesus Christus, wie sie in der Bibel beschrieben wird, voraussetzt. Mit der Wiedergeburt in der Taufe beginnt das von der Sünde und dem Tod erlöste Leben, das sich in Gebeten und guten Werken fortsetzt.
Dietrich Bonhoeffer sah den Sinn des Lebens vor allem in der Nachfolge Christi:

„Wir meinen, weil dieser oder jener Mensch lebt, habe es auch für uns Sinn zu leben. In Wahrheit ist es aber so: Wenn die Erde gewürdigt wurde, den Menschen Jesus zu tragen, wenn ein Mensch wie Jesus gelebt hat, dann und nur dann hat es für uns Menschen einen Sinn zu leben […] Der unbiblische Begriff des Sinnes ist ja nur eine Übersetzung dessen, was die Bibel ‚Verheißung‘ nennt.“

#### Islam
Der Islam wurde durch Mohammed begründet, der als Sohn eines Händlers im heutigen Saudi-Arabien geboren wurde. Der Überlieferung nach erschien ihm der Erzengel Gabriel und übermittelte ihm die Verse des Korans. Der Islam sieht sich als Fortsetzung und Wiederkehr einiger Ursprungsreligionen (Judentum, Christentum) in korrekter und vollendeter Form.
Der Sinn des Lebens im Islam besteht darin, Allah zu dienen und sein Wohlgefallen zu erreichen. Dies wird im Koran in der Sure 51, Vers 56 so beschrieben: „Und die Menschen und die Dschinn habe ich erschaffen, nur damit sie mir dienen.“ Dazu dienen u. a. der feste Glaube an Gott und seine Vorsehung, die Überwindung schlechter Eigenschaften und falscher Ideen, verantwortliches Handeln, Eintreten gegen Ungerechtigkeit und das Vollbringen guter Taten.

#### Hinduismus
Der Hinduismus besteht aus verschiedenen Wegen ohne gemeinsame Gründerfigur oder allgemeingültige kanonisierte Heilige Schrift. Die einzelnen philosophischen Auffassungen haben teilweise verschiedene Konzepte hinsichtlich der Lehre von Leben, Tod und Erlösung. Ebenso unterschiedlich sind die Konzepte vom Sinn des Lebens. Für viele bedeutet es ein Leben nach den traditionellen „vier Lebenszielen“, nämlich Artha (Wohlstand), Kama (Begierde), Dharma (Pflicht, Moral) und schließlich als letztes Ziel Moksha, die Erlösung. Für die Anhänger der monistischen Advaita-Lehre bedeutet Moksha ein Aufgehen in das „kosmische Bewusstsein“, ins Brahman. Für die Anhänger der Dvaita-Lehre hat die Gottesliebe (Bhakti) einen zentralen Stellenwert, Erlösung bedeutet für sie ewige Gemeinschaft mit Gott.

#### Buddhismus
Der Begründer des Buddhismus, Siddhartha Gautama, lebte der Überlieferung nach vor etwa 2500 Jahren als reicher Fürstensohn unbekümmert und von allen Unannehmlichkeiten ferngehalten in einem Palast. Er wehrte sich gegen diese Abschottung. Als er sie als junger Heranwachsender überwand und sich der Realität des unausweichlichen Leidens („Dukkha“) und Todes stellte, erkannte er die Sinnlosigkeit seines bisherigen Lebens. Er beschloss, nach einem Ausweg aus dem Leiden zu suchen, und fand seinen eigenen Weg durch Meditation. Im Ringen um Erlösung erreichte er schließlich die oft ungenau als „Erleuchtung“ bezeichnete Einsicht (Bodhi „Erwachen“) in die Ursache des Leidens und deren Aufhebung.
Der Sinn des Lebens im alten Buddhismus ist es, dem Kreislauf der Reinkarnationen im Samsara durch das Eingehen in das Nirvana zu entkommen, in das völlige Verlöschen – was das Verlöschen der Sinnfrage logisch einschließt. In der Lehre der Buddhisten wird alles Leben und Tun als schließlich zum Leiden führend entlarvt. Hierfür wird die Gier nach Leben, Macht und Lust als ursächlich erkannt. Nur die völlige Auslöschung dieser Gier kann zur Überwindung des Leidens führen.
Im Verlauf der langen Entwicklung des Buddhismus entstand eine Vielzahl buddhistischer Schulen und Strömungen, die zum Teil sehr verschiedene Methoden als Wege zur Befreiung aus dem Kreislauf des Leidens anwenden. Allen buddhistischen Traditionen ist der sogenannte „Edle Achtfache Pfad“ gemein.
In den späteren Schulen des Mahayana-Buddhismus wird vorrangig nicht die Erlösung der eigenen Person durch das Eingehen ins Nirvana angestrebt, sondern die Idealexistenz eines Bodhisattva, der zunächst den anderen Lebewesen hilft, sich aus dem endlosen Kreislauf zu retten, um erst danach selbst ins Nirvana überzugehen.

#### Judentum
Die jüdische Religion basiert auf den religiösen Überlieferungen des Volkes der Juden. In der Geschichte des Judentums entstanden eine Reihe grundlegender Glaubensprinzipien, deren Einhaltung von Juden mehr oder weniger erwartet wird, um in Einklang mit der jüdischen religiösen Gemeinschaft und ihrem Glauben zu sein.
Der Sinn des Lebens im Judentum besteht in der Einhaltung der göttlichen Gesetze, d. h. in der Ehrfurcht vor Gott und seinem Willen. Die Regeln und göttlichen Gebote („Mitzwa“) sind im Tanach gesammelt, der in Talmud und Midraschim diskutiert und ausgelegt wird.

#### Bahaitum

Das Ringsymbol repräsentiert die Verbindung der Menschheit zu Gott

Das Bahaitum betont die Einheit der Menschheit. Für Bahai besteht der Sinn des Lebens im geistigen Wachstum und dem Dienst an der Menschheit. Der Mensch wird als spirituelles Wesen betrachtet. Nach den Bahai-Lehren bietet das Leben des Menschen in dieser materiellen Welt erweiterte Wachstumsmöglichkeiten, um göttliche Eigenschaften und Tugenden zu entwickeln, und die Propheten wurden von Gott gesandt, um dies zu fördern.

### Theologisch-naturphilosophische Spekulationen
Teilhard de Chardin und Frank Tipler sehen einen teleologischen Sinn in der Evolution des Universums, deren Ende von beiden als Omegapunkt bezeichnet wird.
In den naturphilosophischen Arbeiten Teilhard de Chardins um 1930 ist Leben im Kosmos ein schöpferischer Vorgang in Richtung immer höherer Organisiertheit, die von Gott bewirkt wird. Ziel dieser Entwicklung ist die absolute Liebe, die in Jesus Christus vorweggenommen wurde. Die „Radiale Energie“ der Evolution – und damit auch die Menschheit – mündet schließlich im „Punkt Omega“. Der Sinn des Lebens jedes Einzelnen ist demnach die Teilhabe an der Entwicklung der „absoluten Liebe“.
Der Kosmologe Frank J. Tipler veröffentlichte 1994 eine auf einer ähnlichen Vorstellung aufbauende Omegapunkt-Theorie, nach der der Sinn des Lebens darin besteht, die in der kosmischen Geschichte vollendete Gottheit zu schaffen. Nach dieser These ist Gott sowohl Ziel als auch Ursprung der Evolution des Universums. Im Big Crunch lässt Gott aus Agape das Universum und alle jemals existent gewesenen geliebten Lebewesen, nunmehr „geheilt“, als perfekte Simulation virtuell auferstehen. Die Partizipation an der Evolution der menschlichen Kultur im Universum sei demnach Sinn des einzelnen Lebens.

### Sicht der Soziologischen Systemtheorie
Nach der Luhmannschen Systemtheorie, einer Spielart der Soziologischen Systemtheorie des deutschen Soziologen Niklas Luhmann, ist Sinn das universale Medium der Formbildung psychischer und sozialer Systeme und damit grundlegende Voraussetzung für den Fortbestand dieser Systeme.
Physische, soziale und psychische Systeme bilden Formen. Zur Formenbildung benötigen sie ein Medium. So wie für physische Systeme die Gegenstände, mit denen sich die Physik befasst, ein universales Medium zur Bildung von Formen sind, so ist Sinn das universale Medium, mit dem soziale und psychische Systeme Formen bilden können.
Im Medium Sinn gibt es mögliche Formen (die noch nicht aktualisiert wurden) und aktualisierte (tatsächlich verwirklichte) Formen. Soziale Systeme erleben diesen Unterschied und handeln, indem sie aus möglichen Formen wählen (selektieren) und sie zu aktualisierten Formen werden lassen. Die Differenz zwischen möglichen und aktualisierten Formen ist überhaupt der Grund für das Erleben und Handeln sozialer Systeme. Und Sinn als Medium für Formen ist die Voraussetzung dazu, ermöglicht es dem System also überhaupt erst, an sich anzuschließen und damit fortzubestehen.

### Humoristische und spöttische Antworten
Auf die ewige Grundfrage des Menschen gibt es viele weitere Antworten, dazu gehören auch folgende nicht ernst zu nehmende:
- „42“ ist im Roman Per Anhalter durch die Galaxis von Douglas Adams die Antwort auf die Frage „nach dem Leben, dem Universum und dem ganzen Rest“. Allerdings sei unbekannt, wie diese Frage eigentlich laute.
- „Der Sinn des Lebens ist, über den Sinn des Lebens nachzudenken“ aus dem Comic B.C. von Johnny Hart
- In „Der Sinn des Lebens“ (The Meaning of Life), einem Film der britischen Komikergruppe Monty Python, gibt eine Fernsehansagerin den Sinn des Lebens bekannt: „Seien Sie nett zu Ihren Nachbarn, vermeiden Sie fettes Essen, lesen Sie ein paar gute Bücher, machen Sie Spaziergänge und versuchen Sie, in Frieden und Harmonie mit Menschen jeden Glaubens und jeder Nation zu leben.“